# Санта-кілер
«Санта-кілер» — фільм 2005 року.

## Зміст
На Різдво всі чекають доброго Санта Клауса з подарунками. Але ж так було не завжди. Тисячу років тому один з демонів на ім'я Клаус програв парі ангелові, по якому був вимушений приносити радість і подарунки людям на Різдво. Але сьогодні термін парі закінчується, і Санта Клаус готовий до теперішнього веселощам і має намір відігратися на людях по повній програмі.